# Pedro Luis Garcerán de Borja
Frey Pedro Luis Garcerán de Borja y Castro y Pinós, né à Segorbe (Aragon) en 1528 et mort à Barcelone le 20 mars 1592, marquis de Navarrés et quatorzième et dernier maître de l’ordre de Montesa), est un noble espagnol.

## Biographie
Fils du troisième duc de Gandie, Juan de Borja y Enríquez de Luna, et de sa seconde épouse, Francisca de Castro y Pinós, fille du vicomte d’Evol, et ainsi demi-frère de saint François Borgia. Il est commandeur, par licence papale spéciale, quand il est élu maître de l'Ordre de Montesa à ses 17 ans, en 1545. Il succède à Francisco Llansol de Romaní. Cette élection provoque une discorde majeure, une autre faction de l’Ordre élisant Onofre Gerau Bou. Le contentieux dure une année et le pape Paul III tranche en faveur de Garcerán. Pendant qu’il est maître, Borgia aliène de nombreux biens de l’Ordre. Il est nommé, le 26 décembre 1556 vice-roi et capitaine général des royaumes de Tlemcen, Tunis, Oran et Mers el-Kébir. En 1557, le roi le fait Marquis de Navarrés (es). Il épouse en 1558 une noble portugaise Eleonor Manuel, au moyen de la dispense que le pape avait concédée à l’Ordre de Calatrava en 1540, mais cela amène une grande controverse et division quant à la validité de ce mariage, portant au compte du vœu de chasteté que contractent les chevaliers de Montesa à leur entrée dans l’Ordre, dispute qui cause des divisions qui ne se dénouent pas avant le chapitre général de 1583. Débarqué à Oran le 29 juin 1567, il participe à de nombreuses actions et escarmouches contre les musulmans et y vérifie et relève les fortifications. L’année suivante, il reçoit Don Juan d'Autriche. Il est gouverneur d’Oran de 1567 à 1571.
De retour en Espagne, en 1572, un tribunal de l’Inquisition de Valence condamne Garcerán de Borja dans un procès pour sodomie. Pedro Luis Garcerán de Borja aurait été amoureux auparavant d’un dénommé Martín de Castro, prostitué et proxénète, tant avec les hommes que les femmes. Le comte de Ribagorce, Jean II de Ribagorce d’Aragon ou Martín de Castro, les deux torturés puis exécutés, dénonce Pedro Luis Garcerán de Borja et le tiers. Gracerán de Borja se voit compromis par la crise interne qui secoue l’Ordre de Montesa, divisé en factions, et par les inimitiés créées à la promotion de ses favoris.
Philippe II d’Espagne, consulté par l’Inquisition quant à l’opportunité du jugement, décide d’utiliser le procès pour donner une leçon à la noblesse lévantique, neutralisant l’alliance des Borja avec la famille royale portugaise. Garcerán de Borja est condamné à 10 ans de réclusion au couvent de Montesa et à une amende de 6 000 ducats, à raison d’un paiement de 1 000 par année. Plus tard en 1583, Garcerán de Borja, après quelques disputes internes portant sur la succession du grand maître de l’Ordre de Montesa, notamment en regard de son huitième fils don Juan, déjà commandeur majeur à 23 ans et à qui il promet le titre de maître, cause une grande opposition interne à l’Ordre quand il déclare cette intention au chapitre de 1583. Il se résout à négocier la remise du titre au roi Philippe II, lequel obtient de Sixte V l’autorisation de le recevoir le 15 mars 1587. C’est ainsi que demeure incorporée à la couronne le dernier ordre encore indépendant. Garcerán obtient en échange la Commission de Calatrava et en 1591 est nommé vice-roi de Catalogne. Il meurt à Barcelone à l’âge de 64 ans.